# چیشه
چیشه (به لهستانی:  Ciesze) یک روستا در لهستان است که در گمینا مونگکی واقع شده‌است. چیشه ۱۴۰ نفر جمعیت دارد.